# Michèle Girardon
Michèle Henriette Léone Girardon (* 9. August 1938 in Lyon; † 25. März 1975 ebenda) war eine französische Schauspielerin.

## Biografie
Michèle Girardon besuchte nach dem Abitur das Konservatorium ihrer Heimatstadt. Noch als Jugendliche wurde sie 1956 von Luis Buñuel für eine Rolle in dem Abenteuerfilm Pesthauch des Dschungels engagiert. Mit 20 Jahren gewann sie bei einem Wettbewerb den Titel „Das fotogenste Mädchen Frankreichs“ und arbeitete daraufhin auch als Fotomodell.
1958 spielte Michèle Girardon Nebenrollen in der leichten Sommerkomödie Vive les vacances und in Louis Malles schwerblütigem Drama Die Liebenden, mit Jeanne Moreau. 1959 gab ihr Éric Rohmer die weibliche Hauptrolle in seinem parabelhaften Film Im Zeichen des Löwen um einen lebensuntüchtigen jungen Mann, der aus den Warnungen des Schicksals nicht zu lernen versteht.
1962 schien für die junge Darstellerin mit einer Rolle in dem von Howard Hawks an Originalschauplätzen in Afrika gedrehten Hollywood-Abenteuer Hatari! der Durchbruch gekommen. Doch neben Partnern wie John Wayne, Hardy Krüger, Elsa Martinelli vermochte sich Michèle Girardon keine andauernde Aufmerksamkeit zu verschaffen.
In den nächsten zehn Jahren hatte sie noch zahlreiche Auftritte in Werken nachlassender Qualität, unter anderem 1964 in dem Sandalenfilm Soraya – Sklavin des Orients, wo sie die Hauptrolle der Sklavin Soraya spielte, und 1965 in zwei deutschen Karl-May-Verfilmungen Robert Siodmaks. Auch die deutsche Fernsehserie Graf Yoster gibt sich die Ehre verzeichnete Michèle Girardon 1968 als Gaststar.
Nach dem Ende einer Beziehung mit dem Schauspielerkollegen José Luis de Vilallonga nahm sie sich im Alter von 36 Jahren mit einer Überdosis Schlaftabletten das Leben.

## Filmografie (Auswahl)
- 1956: Pesthauch des Dschungels (La muerte en el jardín)
- 1958: Vive les vacances
- 1958: Die Liebenden (Les Amants)
- 1959: Im Zeichen des Löwen (Le Signe du lion)
- 1960: Von mir aus auch mit Liebe (Il principe fusto)
- 1961: Die Beute des Schattens (La Proie pour l'ombre)
- 1961: Meuterei (L'ammutinamento)
- 1962: Hatari!
- 1963: Die Bäckerin von Monceau (La Boulangère de Monceau)
- 1963: Das Geheimnis des Scaramouche (La máscara de Scaramouche)
- 1964: Cocü (Il magnifico cornuto)
- 1964: Soraya, Sklavin des Orients (Anthar l’invincibile)
- 1965: Der Schatz der Azteken
- 1965: Die Pyramide des Sonnengottes
- 1966: Geliebter Schuft (Tendre voyou)
- 1966: Rote Rosen für Angelika (Rose rosse per Angelica)
- 1968: Zum Abschied noch ein Totenhemd (Vendo cara la pelle)
- 1971: Die frühreifen Mädchen (Les Petites filles modèles)